# Dante Martin
Dante Martin (Saint Paul, 3 de marzo de 2001) es un luchador profesional estadounidense. Actualmente trabaja para All Elite Wrestling (AEW). También aparece en la promoción hermana de AEW, Ring of Honor (ROH). Actúa junto a su hermano mayor Darius Martin como parte del equipo Top Flight.

## Primeros años de vida
Dante Martin nació el 3 de marzo de 2001 en Saint Paul, Minnesota. Tiene un hermano mayor, Darius Martin, que también es luchador y actualmente trabaja también con All Elite Wrestling (AEW).

## Carrera en la lucha libre profesional

### Circuito independiente (2016-2020)
Dante Martin, junto con su hermano Darius, recibió su entrenamiento en The Academy: School Of Professional Wrestling en Minnesota por Ken Anderson e hicieron su debut en la lucha libre profesional en 2016 como el equipo «Top Flight».
Antes de AEW, Martin luchó para Over the Top Wrestling de Irlanda, AAW Wrestling con sede en Illinois, Game Changer Wrestling y Black Label Pro.

### All Elite Wrestling / Ring of Honor (2020-presente)
En el episodio del 27 de octubre de 2020 de AEW Dark, Top Flight hizo su debut en All Elite Wrestling (AEW), donde perdieron ante Evil Uno & Stu Grayson de The Dark Order. En el episodio del 18 de noviembre de AEW Dynamite, Top Flight luchó contra The Young Bucks, siendo derrotados. El 23 de noviembre se anunció que habían firmado con la empresa. En febrero de 2021, Darius sufrió un desgarro del ligamento cruzado anterior, lo que lo dejó fuera de acción y dejó a Dante solo como competidor individual.
Durante los meses siguientes, Martin recibiría un importante push, luchando contra luchadores de la talla de Kenny Omega, Malakai Black, Matt Sydal y Powerhouse Hobbs. En octubre de 2021, Martin formó una alianza con Lio Rush, quien intentaba reclutarlo como su compañero de equipo. En el episodio del 11 de noviembre de 2021 de Dynamite, Martin se asoció con Rush contra Matt Sydal y Lee Moriarty, donde obtuvieron la victoria. En el episodio del 24 de noviembre de AEW Dynamite, Martin aceptó la oferta de Taz de unirse a Team Taz para consternación de Rush. Sin embargo, en el episodio del 8 de diciembre de Dynamite, Martin eliminaría al miembro del Equipo Taz, Ricky Starks, de la Dynamite Diamond Dozen Battle Royal, ganando así la battle royal y eliminándolo del grupo. Se reveló que Dante uniéndose a Team Taz fue un plan creado por Lio Rush y Dante Martin. La semana siguiente, Martin luchó contra Maxwell Jacob Friedman por el Dynamite Diamond Ring, donde perdió después de una distracción de Starks. La asociación entre Rush y Martin terminaría abruptamente después de que Rush dejara AEW. En el episodio del 12 de enero de Dynamite, Dante Martin derrotó a Powerhouse Hobbs. En el episodio del 18 de febrero de 2022 de AEW Rampage, Martin luchó contra Hobbs en una lucha clasificatoria de Face of the Revolution donde fue derrotado.
Tres semanas después, en el episodio del 2 de marzo de 2022 de Dynamite, Dante se reunió con su hermano Darius en el Casino Battle Royale de equipos, donde Darius duraría hasta el final, hasta ser eliminado por Matt Jackson de The Young Bucks . En el episodio del 9 de marzo de Dynamite, Martin desafió a Hangman Page por el Campeonato Mundial de AEW, siendo derrotado. Después del combate, Page respaldó a Martin como futuro campeón en AEW y ambos hombres se abrazaron y se dieron la mano en señal de respeto. El regreso del equipo a la acción duró poco, ya que poco después se reveló que Darius había tenido un grave accidente automovilístico, que se esperaba que lo dejara lesionado por hasta nueve meses, lo que obligó a Dante a regresar a la competencia individual.
El 4 de mayo, Dante perdió ante Rey Fénix en un partido de la ronda de clasificación del torneo de la Copa Owen Hart. El 3 de junio, Dante se enfrentó a Scorpio Sky por el Campeonato TNT de AEW, pero fue derrotado. El 12 de agosto en AEW Rampage: Quake by the Lake, Martin hizo equipo con Skye Blue para enfrentarse a Sammy Guevara y Tay Melo por el Campeonato Mundial en Parejas Mixto de AAA, que perdieron. El 4 de septiembre, en All Out, Dante compitió en el Casino Ladder Match, pero el combate lo ganó Maxwell Jacob Friedman.
El 16 de noviembre de 2022, Dante se reunió con Darius, quien hacía su regreso, para formar equipo con AR Fox, para desafiar a Death Triangle, por el Campeonato Mundial de Tríos de AEW, siendo derrotados. En la edición del 13 de noviembre de Rampage, Top Flight desafió sin éxito a FTR por el Campeonato Mundial en Parejas de ROH. El 10 de diciembre, en Final Battle, Top Flight hizo su debut para la compañía hermana de AEW, Ring of Honor, derrotando a The Kingdom en el pre-show. En la edición del 23 de diciembre de Rampage, Top Flight hizo equipo una vez más con AR Fox, donde ganaron el Three Kings Christmas Casino Trios Battle Royal por $300,000, donde los hermanos finalmente eliminaron al Campeón Mundial de ROH, Claudio Castagnoli. Debido a esto, Top Flight entró en un breve feudo con el Blackpool Combat Club, del que Castagnoli era miembro, perdiendo ante miembros del grupo durante las siguientes semanas. Top Flight logró su primera victoria sobre BCC en la edición del 16 de enero de AEW Dark, derrotando a Castagnoli y Wheeler Yuta, en una lucha por equipos a tres bandas que también involucró The Butcher & The Blade, después de que Dante cubriera a The Blade. En la edición del 18 de enero de Dynamite, Top Flight derrotó a The Young Bucks, en una sorprendente victoria. En abril de 2023, en Supercard of Honor, Martin sufrió una grave lesión en la pierna.
Dante regresó en el episodio del 29 de noviembre de 2023 de Dynamite, haciendo equipo con su hermano y Action Andretti para derrotar The Hardys y Brother Zay.

## Campeonatos y logros
- All Elite Wrestling
  - Casino Trios Royale (2022) – con Darius Martin y AR Fox
  - Dynamite Award (1 vez)
    - High Flyer Award (2022)
- American Wrestling Federation
  - AWF Championship (1 vez) [29]
  - AWF Television Championship (1 vez) [30]
  - AWF Television Championship Tournament (2020) [31]
- Canadian Wrestling Elite
  - CWE Canadian Unified Junior Heavyweight Championship (1 vez) [30]
- Glory Pro Wrestling
  - United Glory Tag Team Championship (1 vez) - con Air Wolf [30]
- Independent Wrestling International
  - IWI Tag Team Championship (1 vez) - con Air Wolf [30]
- Pro Wrestling Battleground
  - PWB Breakout Championship (1 vez) [30]
- Pro Wrestling Illustrated
  - Clasificado en el puesto 127 de los 500 mejores luchadores individuales en el PWI 500 en 2022 [32]